# Kamionka (powiat golubsko-dobrzyński)
Kamionka – wieś w Polsce położona w województwie kujawsko-pomorskim, w powiecie golubsko-dobrzyńskim, w gminie Radomin.

## Podział administracyjny
W latach 1975–1998 miejscowość administracyjnie należała do województwa toruńskiego.

## Demografia
Według Narodowego Spisu Powszechnego (III 2011 r.) wieś liczyła 97 mieszkańców. Jest trzynastą co do wielkości miejscowością gminy Radomin.